# Хофман, Александер
Александер Хофман (нем. Alexander Hoffmann; 7 октября 1879, Штайнплайс, Саксония — 16 апреля 1946, Лейпциг) — немецкий экономист, профессор делового администрирования в Лейпцигском университете; автор книги «Экономика коммерческого предприятия» (1932).

## Биография
Александер Хофман родился 7 октября 1879 года в Штайнплайс в Саксонии; он изучал государственные науки (Staatswissenschaften) и юриспруденцию в Лейпцигском, Тюбингенском, Мюнхенском и Йенском университетах. В 1914 написал и защитил кандидатскую диссертацию по двум специальностям. В 1920 году стал доктором наук, защитив работу по государственной и частной экономике. В 1921/1922 учебном году занял позицию ординарного (полного) профессора Дармштадтского технического университета, а с 1922 до своей смерти являлся полным профессором делового администрирования в Лейпцигском университете.
11 ноября 1933 года Хофман, не состоявший членом НСДАП, был среди более 900 ученых и преподавателей немецких университетов и вузов, подписавших «Заявление профессоров о поддержке Адольфа Гитлера и национал-социалистического государства». При этом его позиция, как специалиста по частному сектору народного хозяйства, отличалась от национал-социалистической, в особенности от теории профессора Вальтера Томса (Walter Thoms, 1899—1994). В марте 1945 года Хофман вышел в отставку; скончался 16 апреля 1946 года в Лейпциге.

## Работы
К наиболее известным работам Хофмана относится книга «Экономика коммерческого предприятия» (Wirtschaftslehre der kaufmännischen Unternehmung), изданная в 1932 году:
- Die direkten Staatssteuern im Königreich Sachsen mit bes. Berücksichtigung d. allgemeinen Einkommensteuer, 1906 (= Dissertation).
- Die ital. Kollektivgesellschaft, 1914 (= Dissertation).
- Die Kommunalbesteuerung in Italien, 1915.
- Die Volkswirtschaft im mittelalterlichen Serbien, 1920 (= Habil.schr.).
- Die Konzentrationsbewegung in d. dt. Industrie, 1922.
- Der Gewinn d. kaufmännischen Unternehmung, 1929.
- Die Konzernbilanz, 1930.
- Die Besteuerung des Gewinns der kaufmännischen Unternehmung im Ausland, 1934.
- Erwerbswirtschaftliche Gesellschaftsformen, 1937.
- Das Kreditwesen im heutigen Italien, 1939.